# Louis Alfred Becquerel
Louis Alfred Becquerel (3 de Junho de 1814 - 10 de Março de 1862) era um físico e investigador médico francês.

## Biografia
Filho mais velho de Antoine César Becquerel, entrou no hospital Pitié como médico. Nomeado Oficial da Legião de Honra em 1845, Becquerel colaborou com Maxime Vernois em dois livros em 1853 e 1856. Era o irmão de Alexandre Edmond Becquerel.